# L'Argentière-la-Bessée
L'Argentière-la-Bessée é uma comuna francesa na região administrativa da Provença-Alpes-Costa Azul, no departamento de Altos-Alpes. Estende-se por uma área de 64,55 km². Em 2010 a comuna tinha 2 355 habitantes (densidade: 36,5 hab./km²).